# Hellyethira sentisa
Hellyethira sentisa är en nattsländeart som beskrevs av Wells 1979. Hellyethira sentisa ingår i släktet Hellyethira och familjen smånattsländor. Inga underarter finns listade i Catalogue of Life.